# Objet a
Pour l’article homonyme, voir Objet A/.
Dans l'enseignement de Jacques Lacan, l’objet a (lire objet petit a) désigne l'objet cause du désir. 
À la façon d'une expression mathématique, il est désigné par une simple lettre, l'objet cause du désir n'étant pas symbolisable. La formalisation prend en compte la difficulté de parler de cet objet, pourtant au centre de la pratique analytique. Son emploi est ainsi extension de la pétition de principe que constitue l'emploi du terme de pulsion.

## Introduction
L’objet a fut développé par le psychanalyste Jacques Lacan à partir des notions d'objet pulsionnel de Sigmund Freud et d'objet transitionnel de Donald Winnicott. Il reprend de Platon l'idée d'un agalma, objet représentant l'idée du Bien, et en tire l'expression d'« objet a ». 
Radicalisant la théorie freudienne selon laquelle la libido ne se prête que partiellement à la satisfaction, Lacan soutient que le désir est caché à la conscience et que l'objet du désir consiste en un manque à être. Il manque donc toujours quelque chose et ce « quelque chose » ne peut être symbolisé. Ainsi, l'objet du désir participe de la jouissance et se détache de tout signifiant (empreinte acoustique liée à un concept et formant avec lui un mot). Il ne peut être dit. L'objectif d'une cure psychanalytique serait précisément de révéler au sujet cette vérité du manque indéfinissable, faisant tomber l'aliénation.

## Description

### Besoin et désir chez Freud
Freud considère que le nourrisson éprouve les premières expériences de satisfaction qu'il recherche par la suite à réitérer. Cette expérience est d'abord celle d'un besoin comblé : la faim.  
Le bébé a donc d'abord des sensations corporelles déplaisantes et sa première rencontre avec le monde, au sens de première représentation, selon Piera Aulagnier, sera l'expérience de satisfaction, ce vécu de plaisir lié au sein maternel. Le nourrisson ayant de nouveau faim réinvestit l'image mnésique de l'expérience de satisfaction. Il ne s'agit pas simplement d'une nostalgie au sens habituel : le nourrisson satisfait sa faim de manière hallucinatoire, il revit l'expérience de satisfaction, il hallucine le sein maternel comme, de nouveau, présent. Cela constituera pour un temps le moyen de satisfaire la tension pulsionnelle. Mais l'image mnésique étant réinvestie, cette hallucination s'avère de moins en moins efficace à combler le manque. Aussi le nourrisson est-il voué à désirer : l'excitation refusant de s'effacer si simplement, la décharge ne venant pas, le nourrisson découvre le désir.  
Cette première approche s'appuie sur la différence entre pulsion d'auto-conservation et libido, pulsions sexuelles. Le bébé a d'abord eu besoin de remplir la fonction biologique de l'alimentation. Il en vient à "désirer", c'est-à-dire à avoir soif de satisfaction pulsionnelle, sur le plan inconscient, fonction biologique et désir inconscient ne se recoupant pas. 

### Besoin, désir et demande: l'apport lacanien
Lacan reconsidère plus largement ce modèle. Il repense le nourrisson qui a faim et qui sera comblé. Non seulement la première expérience de satisfaction soulage la faim, mais le nourrisson vivra un en plus de plaisir qui correspond à ce que la mère apporte au-delà du bon lait, c'est-à-dire les caresses, la parole, les mots ... Ceci amènera à la demande, à demander à la mère cet en plus, à réclamer l'alimentaire en visant finalement l'amour. La demande est essentiellement demande d'amour, par le langage, et c'est une demande sans fond qui ne se satisfait d'aucun objet.  
Le désir se situe entre les deux pôles du besoin physique et de la demande symbolique qui ne peut être satisfaite. Car si l'objet a ne coïncide pas avec un objet réel, il ne peut coïncider non plus avec le désir. Le désir s'appuie sur l'objet a, mais celui-ci étant inaccessible et informulable, il ne peut le satisfaire. C'est pour cela qu'il est noté "cause du désir".  

## Contexte théorique de la construction du concept
Lacan précisera l'importance de cet apport théorique qu'est l'objet a : ce concept serait révélateur de l'essentiel de la démarche lacanienne. On peut en témoigner en ce que son élaboration s'inscrivit dans la lignée du développement émis par d'autres analystes, mais également à l'encontre d'autres théories et enfin comme aboutissement des réflexions quant au désir, au manque et au symbolique. 

### Apports d'autres analystes
L’objet a fait suite à une longue élaboration théorique post-freudienne. Sigmund Freud décrit des pulsions partielles et travaillant indépendamment les unes des autres. 
Karl Abraham inaugure l'expression d'objet partiel, soit un objet de la pulsion qui ne vise qu'une partie de l'autre — un exemple d'objet partiel serait, justement, le sein.  
Melanie Klein fera grand usage de cet objet partiel, et en fera le lien avec les positions psychiques, formes radicalement différentes de relation d'objet. 
Donald Winnicott théorise quant à lui un objet transitionnel, ni interne ni externe, mais ouvrant une surface d'entre-deux, un espace de transition entre moi et l'autre. Cet objet se comprend surtout comme rudiment de phénomènes culturels qui ne pourront s'entendre que comme transitionnels.

### Une nouvelle approche du manque
La théorisation lacanienne des trois catégories "Réel, symbolique et imaginaire" pose trois formes différentes du manque, visant à relativiser la place de la frustration. Ces trois manques sont la frustration, la castration et la privation.  
La frustration est le manque imaginaire d'un objet réel.  La castration est le manque symbolique d'un objet imaginaire. La privation est le manque réel d'un objet symbolique. Frustration et privation intéressent in fine assez peu le psychanalyste, qui resserre son approche sur la question de la castration.
Le primat apporté à la castration, corollaire du complexe d'Œdipe, inscrit la pensée de Jacques Lacan à l'encontre de la théorie de la relation d'objet et de l'egopsychology. La castration étant un manque symbolique, la question de la relation à l'autre ou celle d'un défaut d'adaptation du moi au monde ne sauraient en rendre compte.  

### Sans représentation: théorie de l'objet
Si Lacan commence par pointer sur l'autre comme imaginaire, alter ego tout semblable à la personne, sur le modèle du stade du miroir qui inaugure le spéculaire, il en vient par la suite à fonder un objet, lié au désir, et inspécularisable. 
« La mosaïque des objets a est rendue impropre à toute moïsation »
S'il y a donc un autre, objet de l'imaginaire et objet d'identification, l’objet a désigne l'objet pour le désir, l'objet cause du désir. Lacan en donne une première liste : mamelon, scybale, phallus, flot urinaire — le phallus étant ici l'objet imaginaire phallique. L'objet a s'appuie sur une césure corporelle, telle qu'en constituent les lèvres, la marge de l'anus, le sillon pénien, la fente palpébrale, le cornet de l'oreille. Mais Lacan y ajoute ensuite le phonème, le regard, la voix, et le rien.    
À partir de sa distinction entre besoin, désir et demande, et à partir de pulsions partielles décrites par Freud, Lacan systématise la théorie de l'objet. 
- Objet oral : objet de la demande à l'Autre
- Objet anal : objet de la demande de l'Autre
- Objet scopique : objet du désir à l'Autre
- Objet vocal : objet du désir de l'Autre

Cette systématisation de la théorie de l'objet, au plus proche de la notion d'objet partiel, définit la pulsion comme l’« écho dans le corps du fait qu'il y a un dire » (Séminaire XXIV).

### Objeta, Rien et Jouissance
L'essence paradoxale de l'objet a se révèle dans le rien, ce rien qui manque pourtant au réel. Ce rien est donc bien là et « porte à l'instauration de l'acte analytique » (Séminaire XXV). Si le désir est rapport à l'autre, la jouissance (héritée de Hegel) est rapport à l'objet. 
La jouissance est donc rapport à l'objet, mais aussi référente du langage et du corps. Ce dernier s'entend comme Autre de la jouissance, par opposition à l'Autre du langage. Ces deux là sont séparées par l’objet a, qui tient tant du corps que du hors-corps.
Cette théorisation difficile éclaire la formule, plus abordable, et plus célèbre, à propos de 
« L'amour qui consiste à donner ce qu'on n'a pas à quelqu'un qui n'en veut pas » (Séminaire X).

### Lalathouse, une modalité capitaliste de l'objeta
Dans le séminaire XVII, Lacan nomme lathouse, de léthé (oubli) et aletheia (vérité), l'objet a banal de consommation pouvant devenir la chose la plus effrayante sur la vérité du désir. « Le monde est de plus en plus peuplé de lathouses », « des menus objets petit a que vous allez rencontrer en sortant sur le pavé à tous les coins de rue, derrière toutes les vitrines, dans ce foisonnement de ces objets faits pour causer votre désir, pour autant que c'est la science qui nous gouverne ». « La lathouse n'a pas du tout de raison de se limiter dans sa multiplication » ayant « une position impossible à tenir »,. Mais si l'objet a est une plus-value, la lathouse est une moins value.